# Enrique Palacios (militar)
Enrique Sixto Palacios de Mendiburu (Lima, 16 de agosto de 1850 - Iquique, 22 de octubre de 1879) fue un militar peruano, héroe de la guerra del Pacífico. Con el grado de teniente segundo AP, fue uno de los últimos comandantes del monitor Huáscar, a bordo del cual se batió con serenidad y valor durante el combate naval de Angamos; herido gravemente, falleció días después.

## Biografía
Hijo de Manuel José Palacios Urrutia y de María Buenaventura de Mendiburu y Haro. Su abuelo materno fue Juan Crisóstomo de Mendiburu y Salazar, coronel del ejército Libertador quien participó en el proceso de Independencia del Perú. Estudió en el Colegio Guadalupe (1862-1864) y luego en el Colegio Militar y Naval, de donde egresó con la clase de guardiamarina en 1865, siendo destinado a la goleta Tumbes. Poco después pasó a bordo de la fragata Apurímac, en pleno conflicto con España. Tenía entonces catorce años de edad. Bajo las órdenes del comandante Manuel Villar actuó en el combate naval de Abtao (7 de febrero de 1865), destacándose por su decisión y valor. Tal conducta fue particularmente recomendada al Supremo Gobierno por lo que se le concedió el ascenso a la clase inmediata de alférez de fragata, el 1 de abril de 1866.
El 6 de junio de 1866 fue destinado al monitor Huáscar, donde permaneció hasta 1868. Luego formó parte de la comisión de marinos peruanos que fue enviada a Nueva Orleáns, Estados Unidos, para traer a los monitores Atahualpa y Manco Cápac, en febrero de 1868. Los marinos estadounidenses se negaron a conducir dichas naves en la riesgosa y dilatada travesía hacia el Perú (vía el Atlántico y el extremo sur de Sudamérica), pues estaban diseñadas para la navegación fluvial y no para alta mar; entonces los marinos peruanos asumieron tal desafío y Palacios fue destinado al monitor Atahualpa. Tras año y medio de recorrido, los monitores llegaron a las costas peruanas, culminando una misión que fue considerada como una hazaña naval sin precedentes (junio de 1870). Palacios fue recompensado con el ascenso a teniente segundo, el 19 de mayo de 1870.
A fines de 1870 obtuvo licencia por enfermedad. En 1872 fue llamado a servicio y destinado a la fragata Apurímac, pero no se presentó aduciendo nuevamente motivos de salud. Se le extendió entonces licencia indefinida por enfermedad. Se dedicó al comercio, y pronto logró una posición holgada. Pero al estallar el conflicto con Chile en abril de 1879, se reintegró a la marina, y en un acto de desprendimiento renunció al sueldo asignado a su clase y se comprometió a sufragar 100 soles mensuales para los gastos de su unidad. Se embarcó en la fragata Independencia, la más poderosa de las unidades de la marina peruana, a las inmediatas órdenes del capitán de navío Juan Guillermo More.
En el combate naval de Punta Gruesa (21 de mayo de 1879), su nave encalló cuando perseguía a la goleta Covadonga, y él se puso a salvo nadando hasta un bote, con el que regresó donde su buque que ya se hundía, en medio de una granizada de balas, logrando salvar al comandante More y a otros marinos. Fatigado y casi exánime, llegó a bordo del Huáscar; el almirante Miguel Grau lo enroló en la lista de sus oficiales, y desde ese momento fue uno de sus compañeros en la corta pero heroica campaña del monitor a lo largo de las costas chilenas.

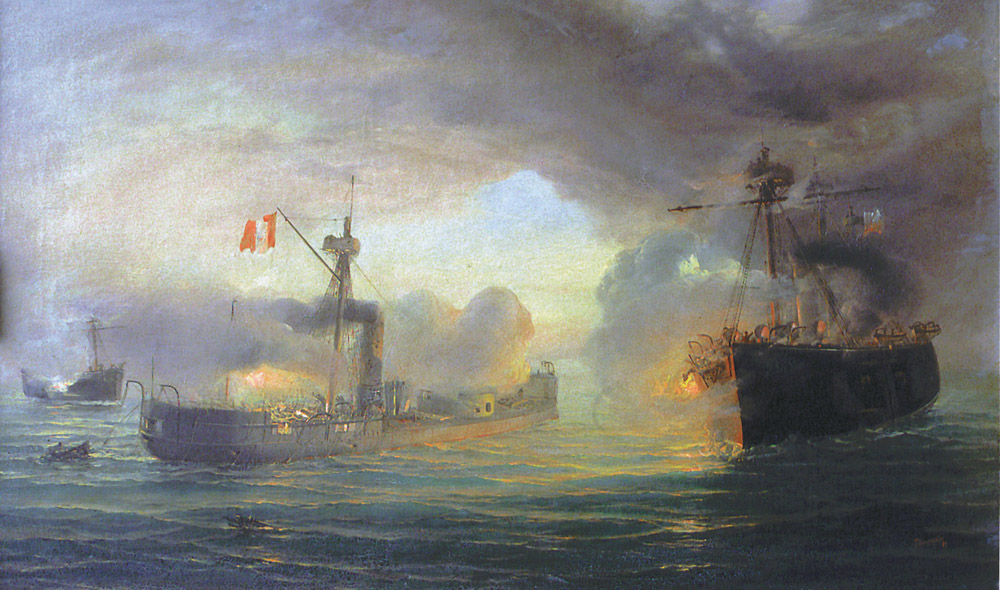
Combate naval de Angamos.

El 8 de octubre de 1879, en Punta Angamos, el Huáscar es acorralado por la flota chilena; Grau fallece y le sucede en el mando su segundo, Elías Aguirre, quien muere también; toma entonces el mando Melitón Carvajal y cae malamente herido. Por entre cadáveres y heridos pasa a hacerse cargo del mando el teniente José Melitón Rodríguez que a su vez muere destrozado por una bomba. Enrique Palacios, que ocupaba el puesto de oficial telemetrista, sentado sobre la torre de combate, resulta con la mandíbula inferior severamente dañada, y es trasladado al entrepuente con otros heridos. Pese al intenso dolor y a la hemorragia que sufre, Palacios se sujeta la mandíbula con un pañuelo y continúa peleando con serenidad y valor, asumiendo el mando de la nave; 
Un historiador chileno sostuvo que “a bordo del Cochrane se escuchó la voz del Teniente Palacios gritando 'en este buque nadie se rinde'; fue aquel que 'recogió la bandera peruana caída en medio del combate y la restableció en el tope del palo mayor del Huáscar'...https://books.google.com.pe/books?id=xJLFDwAAQBAJ&pg=PT281&lpg=PT281&dq=en+esta+nave+nadie+se+rinde+palacios&source=bl&ots=XDFQcKUSwW&sig=ACfU3U0T97KZEUhZocsI2k_Qyt2ejb-eBA&hl=es&sa=X&ved=2ahUKEwjSzbm-yqCGAxX4LLkGHffQCfk4ChDoAXoECAQQAw#v=onepage&q=en%20esta%20nave%20nadie%20se%20rinde%20palacios&f=false
Luego sufre otras heridas producidas por las esquirlas de una bomba que explota en la proa. 
Cuando esto sucedía, el Huáscar estaba ya averiado y destrozada su cubierta; no podía moverse por haber desaparecido el timón y encontrarse la torre con un cañón en pedazos y otro desmontado. No quedaban sino los tripulantes armados de rifles, que respondían al fuego enemigo.
Las lanchas chilenas cubrieron el mar para realizar el abordaje, que fue rechazado en el primer intento, pero en el segundo, el número crecido de chilenos se impuso y se trabó una recia lucha en la cubierta del monitor. El pabellón peruano flameó hasta el último instante.
Con trece heridas en el cuerpo, Enrique Palacios fue capturado casi moribundo y llevado a bordo del blindado chileno Cochrane. Ante la inminencia de su muerte, los chilenos optaron por canjearlo por el teniente Luis Uribe (oficial chileno que se hallaba preso en el Perú tras ser capturado en el combate naval de Iquique) y lo enviaron de retorno a su patria, donde su madre lo esperaba ansiosamente. Pero en el transcurso del viaje al Callao a bordo del vapor Coquimbo, Palacios falleció ante la rada de Iquique, donde todavía flameaba la bandera peruana. El certificado médico atribuyó su deceso a tétanos traumáticos.

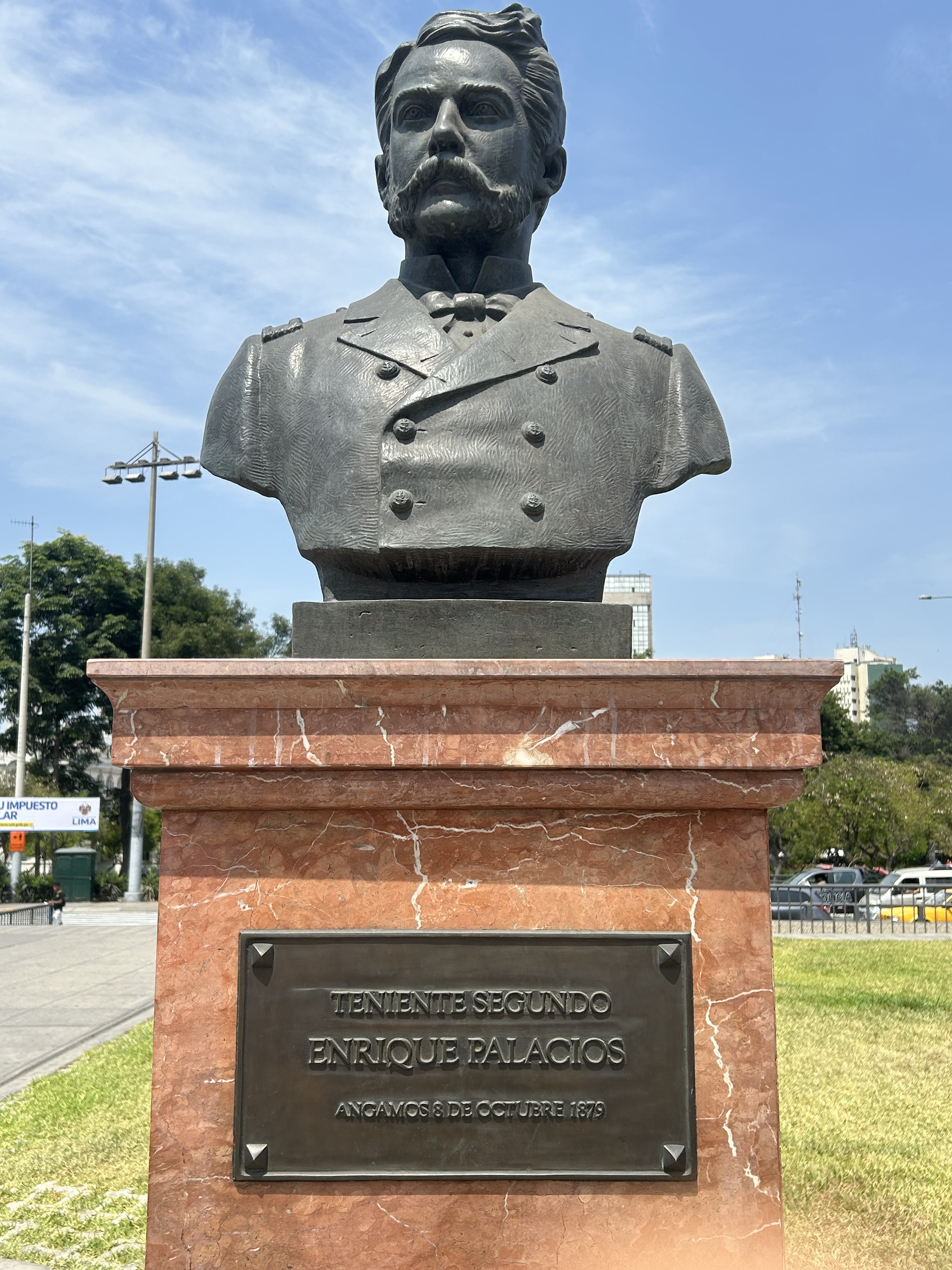
El busto de Enrique Palacios se encuentra en el Paseo de los Héroes Navales en la Avenida Paseo de la República.

Sus restos llegaron al Callao el día 28 de octubre y tanto las autoridades como el pueblo peruano le rindieron un emocionado homenaje. Sus funerales se realizaron el 5 de noviembre en la catedral de Lima, junto con los de los demás jefes y oficiales muertos heroicamente en el combate de Angamos. Fue enterrado en el Cementerio Presbítero Matías Maestro. El poeta Domingo de Vivero le dedicó un poema, llamándole “cuerpo de niño y alma de coloso”. El montepío fue cobrado por su madre y una hija natural, llamada María Rosa.
El 28 de mayo de 1880, la dictadura de Nicolás de Piérola condecoró póstumamente a Enrique Palacios, con la “Cruz de Acero de Primera Legión del Mérito” y se ordenó que su retrato, junto con los de Miguel Grau y Elías Aguirre fueran conservados en la sala de sesiones de dicha Legión. Actualmente sus restos reposan desde 1908 en la Cripta de los Héroes de la Guerra de 1879.

## Homenajes
En la actualidad, la fragata misilera BAP Palacios constituye un permanente homenaje por parte de la Marina de Guerra del Perú a Enrique Palacios. Asimismo, una calle del distrito limeño de Miraflores también lleva su nombre.
Fue miembro ilustre del Club Nacional.